# Maciej Stroiński (prezenter)
Maciej Stroiński – polski dziennikarz, prezenter telewizyjny, sędzia i działacz koszykarski, nauczyciel akademicki Collegium Da Vinci i menedżer.

## Życiorys
W 1990, jako siedemnastolatek, rozpoczął pracę w Radiu Merkury. Następnie podjął pracę jako reporter w TVP Poznań, gdzie był prezenterem i wydawcą programu Teleskop oraz zastępcą szefa newsroomu. Następnie został reporterem regionalnym Faktów TVN, po czym został redaktorem naczelnym telewizji WTK.
Był poznańskim korespondentem, a od marca 2010 prowadzącym Wydarzeń Polsatu. W Polsat News prowadził program To jest dzień i serwisy informacyjne.
Wiosną 2017 rozpoczął pracę jako dyrektor zarządzający Aeroklubu Polskiego. W 2019 zaczął prowadzić firmę PR-ową zajmującą się produkcją telewizyjną, komunikacją i organizacją wydarzeń, m.in. pokazów lotniczych. Został sędzią koszykarskim i członkiem zarządu Wielkopolskiego Związku Koszykówki. Podjął pracę jako nauczyciel akademicki w Collegium Da Vinci. W 2025 podjął pracę w agencji marketingu sportowego Sport Evolution.